# Lützows wilde verwegene Jagd (película)
Lützows wilde verwegene Jagd es una película muda bélicaalemana de 1927.
La película fue dirigida por Richard Oswald y protagonizanda Ernst Rückert, Arthur Wellin y Mary Kid. La dirección de arte de la película fue de Ernst Stern. Forma parte del ciclo de películas prusianas y retrata la lucha de las tropas prusianas bajo la orden de Ludwig Adolf Wilhelm von Lützow contra los franceses durante las Guerras napoleónicas, conmemorada en la poesía de Theodor Körner.

## Reparto
- Ernst Rückert como Theodor Körner
- Arthur Wellin como Mayor von Lützow
- Mary Kid como Toni Adamberger, actriz en el Burgtheater
- Paul Bildt como Napoleón Bonaparte
- Wera Engels como Eleanore Prochaska, como una chica ciudadana
- Gerd Briese como Friedrich Wilhelm von Seydlitz
- Sig Arno como Francisco I de Austria
- Leopold von Ledebur como Johann Wolfgang von Goethe
- Albert Steinrück como Ludwig van Beethoven
- Friedrich Kühne como Klemens von Metternich
- Harry Nestor como Friedrich Wilhelm III, rey de Prusia
- Robert Hartberg como Archiduque Franz Karl de Austria
- Carl Zickner como Joseph Fouché
- Eduard von Winterstein como Gebhard Leberecht von Blücher
- Paul Marx como Hardenberg
- Eugen Jensen como Freiherr vom Stein
- Josef Karma como Director del Burgtheater
- Hugo Döblin como factótum del Burgtheater
- Emil Sondermann como director de lubricaciones
- Theodor Burghardt